# Виллард, Атом
Атом Виллард (настоящее имя Адам Дэвид Виллард, англ. Adam David Willard; 15 августа 1973) — американский барабанщик. Он начал свою карьеру в 1990 году, когда присоединился к группе Rocket from the Crypt, где играл до 2000 года. Впоследствии он был членом групп The Special Goodness и The Offspring, а в 2005 стал одним из основателей группы Angels & Airwaves. В 2007 году Виллард заявил о своем уходе из группы The Offspring ради того, чтобы больше времени уделять работе в Angels & Airwaves.
В сентябре 2011 Атом ушёл из AvA.

## Дискография
В этом разделе представлен список альбомов и EP, на которых Виллард выступал.
| Год  | Акт                   | Название                        | Примечания                                              |
| ---- | --------------------- | ------------------------------- | ------------------------------------------------------- |
| 1992 | Rocket from the Crypt | Circa: Now!                     | Ударные на всех треках                                  |
| 1995 | Rocket from the Crypt | The State of Art is on Fire     |                                                         |
| 1995 | Rocket from the Crypt | Hot Charity                     |                                                         |
| 1995 | Rocket from the Crypt | Scream, Dracula, Scream!        |                                                         |
| 1998 | Rocket from the Crypt | RFTC                            |                                                         |
| 1999 | Rocket from the Crypt | Cut Carefully and Play Loud     |                                                         |
|      |                       |                                 |                                                         |
| 2003 | The Special Goodness  | Land Air Sea                    |                                                         |
| 2004 | Melissa Auf der Maur  | Auf der Maur                    | Ударные на треках "Head Unbound" and "Would If I Could" |
| 2005 | The Offspring         | Greatest Hits                   | Ударные на треке Next To You                            |
| 2006 | Angels & Airwaves     | We Don't Need to Whisper        | Ударные на всех треках                                  |
| 2007 | Angels & Airwaves     | I-Empire                        | Ударные на всех треках                                  |
| 2010 | Angels & Airwaves     | Love                            | Ударные на всех треках                                  |
| 2011 | Angels & Airwaves     | Love: Part Two                  | Ударные на всех треках                                  |
| 2012 | The Hell              | Sauve Les Requins               | Ударные на всех треках                                  |
| 2012 | Danko Jones           | Rock and Roll Is Black and Blue | Ударные на всех треках                                  |
| 2013 | The Hell              | Southern Medicine               |                                                         |
| 2014 | Against Me!           | Transgender Dysphoria Blues     |                                                         |